# Федоскино (Московская область)
Федо́скино — село в городском округе Мытищи Московской области на обоих берегах реки Учи. Население — 219 чел. (2010). В 2006—2015 годах — село сельского поселения Федоскинское.
Федоскино расположено в 2,4 км от деревни Шолохово и в 19,5 км от Московской кольцевой автодороги по автодороге А104. Ближайшие населённые пункты — деревни Семенищево, Аксаково и Крюково. Федоскино связано автобусным сообщением с железнодорожной станцией Катуар, расположенной в посёлке городского типа Некрасовский.
Постановлением губернатора Московской области от 9 сентября 2015 года № 389-ПГ в состав села Федоскино вошла деревня Данилково.

## Население
| 1852 | 1859 | 1890 | 1899 | 1926 | 2002 | 2010 |
| ---- | ---- | ---- | ---- | ---- | ---- | ---- |
| 138  | ↗162 | ↗163 | ↗187 | ↗262 | ↘83  | ↗219 |

## Достопримечательности
- ГУП «Федоскинская Ордена „Знака Почёта“ фабрика миниатюрной живописи», специализирующаяся на знаменитом старинном Федоскинском промысле лаковой миниатюрной живописи, основанном в 1795 году.
- Московский областной музей народных художественных промыслов[10] (расположен в доме-усадьбе купцов Лукутиных, где с 1795 г. работала фабрика лаковых изделий купцов Коробовых-Лукутиных, а после её закрытия в начале XX в. — трудовая артель живописцев). В собрании музея — самая полная коллекция федоскинской лаковой миниатюры[11].
- Деревянная Никольская церковь с шатровой колокольней, построенная в 1875 году, стала первой работой известного русского архитектора Александра Никаноровича Померанцева. Возле церкви похоронен архитектор И. С. Каминский.
- Музей-галерея Надежды Стрелкиной «Сказочный мир».